# Aryan Tari
Aryan Tari (persa: آرین طاری; nascido em 4 de junho de 1999) é um grande mestre de xadrez norueguês. Tari foi campeão norueguês em 2015 e 2019 e venceu o Campeonato Mundial Júnior de Xadrez em 2017.

## Carreira
Tari venceu o Campeonato Norueguês de Xadrez de 2015. Aos 16 anos, ele foi o terceiro jogador mais jovem a alcançar esse feito, depois de Simen Agdestein e Magnus Carlsen, que venceram aos 15 anos.
Tari garantiu sua segunda norma de grande mestre no Campeonato Europeu de Xadrez por Equipes de 2015 em Reykjavik, onde jogou no terceiro tabuleiro da Noruega e marcou seis pontos, que com sua norma de Fagernes e classificação acima de 2.500 é suficiente para o título de grande mestre; este título foi concedido no congresso da FIDE em março de 2016. Ele foi o 12º jogador da Noruega a receber este título.
No Campeonato Europeu Individual de Xadrez, disputado de 12 a 23 de maio de 2016,Tari alcançou seu melhor resultado em sua carreira com 7½/11 (+5–1=5). Isso lhe deu um vigésimo segundo lugar e lhe rendeu uma vaga na Copa do Mundo de Xadrez de 2017 em Tbilisi, onde foi eliminado na segunda rodada após perder por 1½-½ para Aleksandr Lenderman.
Em 2017 venceu o Campeonato Mundial Júnior de Xadrez.
Em 2024 venceu o 10° Floripa Chess Open realizado em Florianópolis, Brasil com um placar de +9 −0 =1.